# Макдермотт, Джон
Джон Макдермотт (англ. John McDermott; род. 26 февраля 1980 года, в Базилдоне, Великобритания) — британский профессиональный боксёр, выступавший в тяжёлой весовой категории. Бывший чемпион Англии.

## Профессиональная карьера
Макдермотт дебютировал на профессиональном ринге в 2000 году. В 2003 году со статистикой 16-0, проиграл непобеждённому российскому боксёру, Николаю Попову (10-0). В 2004 году проиграл Марку Кренсу.
В 2005 году проиграл нокаутом в первом раунде соотечественнику Мэтту Скелтону.
После поражения, нокаутировал в первом раунде белорусского боксёра, Виталия Шкрабу.
В 2007 году победил Скотта Гаммера. В апреле 2008 года нокаутировал Пеле Рейда, и завоевал титул чемпиона Англии.
В июле 2008 года решением большинства судей в близком бою проиграл британцу Дэнни Уильямсу, за титул чемпиона Великобритании. В 2009 году в повторном бою Макдермотт снова уступил Уильямсу, на этот раз раздельным решением.
Следующий бой провёл против соотечественника Тайсона Фьюри, и проиграл ему по очкам в бою за титул чемпиона Англии. Был назначен матч реванш, в котором Фьюри победил нокаутом. В 2011 году Макдермотт нокаутировал Лари Олоубамио (10-1), в 1-м раунде.
В январе 2012 году проиграл нокаутом британцу, Дэвиду Прайсу в бою за вакантный титул чемпиона Англии.
15 марта 2013 года вновь завоевал вакантный титул чемпиона Англии, взяв реванш по очкам в бою с Мэттом Скелтоном.